# Suctobelbila kiyosumiensis
Suctobelbila kiyosumiensis är en kvalsterart som beskrevs av Chinone 2003. Suctobelbila kiyosumiensis ingår i släktet Suctobelbila och familjen Suctobelbidae. Inga underarter finns listade i Catalogue of Life.